# Francisco Peres Trancoso
Francisco Xavier Peres Trancoso (Paço de Arcos, 9 de fevereiro de 1877 — Malveira, 5 de fevereiro de 1952) foi um oficial maquinista da Armada Portuguesa, professor da Escola Naval e da Escola Auxiliar de Marinha, e político ligado à esquerda republicana outubrista, que, entre outras funções de relevo, foi deputado ao Congresso da República, presidente do Comissariado Geral dos Abastecimentos e Ministro das Finanças do 33.º governo republicano, em funções de 5 de novembro a 16 de dezembro de 1921 (acumulou, como interino, a pasta de Ministro do Trabalho). Foi sócio correspondente da Academia de Ciências de Lisboa e do Instituto de Coimbra.

## Biografia
Nasceu em Paço de Arcos, Oeiras, filho de Domingos Trancoso e de Delfina Trancoso. Foi aluno da Escola Naval, onde frequentou o curso de maquinista, ingressando em 1896 no quadro de oficiais da Armada. No prosseguimento da sua carreita militar, atingiu em 1918 o posto de capitão-tenente, que manteve até se reformar a 31 de março de 1923.
Prestou serviço na Índia Portuguesa e em Macau, tendo passado pelo Japão, o que lhe permitiu contactar com diferentes povos e culturas. Participou na repressão da revolta dos Ranes de 1912, ocorrida naquele ano em Goa. Foi chefe do serviço de máquinas em diversas unidades navais. Em 1914 foi nomeado presidente da comissão técnica do Centro Nacional de Aviação, embrião da aviação naval portuguesa. Foi professor da cadeira de Condução de Máquinas e demonstrador na Escola Naval e na Escola Auxiliar de Marinha. 
Filiado no Partido Republicano Português e integrado na esquerda mais radical do republicanismo outubrista, foi eleito deputado ao Congresso da República, pelo círculo eleitoral de Arganil, no período de 1915-1917. Embora sendo um parlamentar pouco interventivo, apoiou a intervenção portuguesa na Grande Guerra e integrou a Comissão Promotora da Mobilização Agrícola. Notabilizou-se no exercício do cargo de comissário-geral do Comissariado Geral dos Abastecimentos, especialmente com a criação dos postos reguladores do comércio e a perseguição ao açambarcamento e à especulação de géneros alimentícios.
Francisco Peres Trancoso foi também membro da Comissão Executiva da Conferência da Paz, uma comissão destinada a recolher informações e a preparar os documentos informativos necessários para a participação portuguesa nos trabalhos que levaria à conclusão do Tratado de Versalhes de 1919.
Em novembro de 1921, Carlos Maia Pinto chamou-o a integrar o executivo que presidiu, convidando-o a ocupar a pasta de Ministro das Finanças. Peres Trancoso aceitou permanecendo no cargo que exerceu, juntamente com o de Ministro do Trabalho interino, entre 5 de novembro e 16 de dezembro de 1921.
Deixou uma vasta obra publicada, incluindo a obra As radiações ultravioletas e infravermelhas. Seu estudo e aplicações (1913), As últimas descobertas da ciência: oração proferida em 19 de novembro de 1916 (1917), Angola: memória (1920) e Madeira (s/d.). Esta última obra foi o primeiro texto, e único, que editou numa projetada coleção que designou como O Trabalho Português. Escreveu sobre os hábitos e costumes dos povos do Oriente (Nas Terras do Chá e Impressões do Japão) e colaborou em múltiplos jornais e revistas.
Foi sócio correspondente da Academia de Ciências de Lisboa e sócio do Instituto de Coimbra. Recebeu a Medalha Militar de Comportamento Exemplar (graus prata e ouro), a Medalha Comemorativa das Campanhas do Exército Português e a Medalha da Vitória. Foi agraciado com a comenda da Ordem Militar de Avis. Faleceu na Malveira a 5 de fevereiro de 1952.